# Brighella Bábtagozat
A Brighella Bábtagozat a Szatmárnémeti Északi Színház Harag György Társulatának bábszínházi tagozata, a romániai Szatmárnémeti és Szatmár megye egyetlen hivatásos bábszínháza. Játszóhelyei a szatmárnémeti Ştefan cel Mare (volt Kazinczy) utca 18. szám alatti Iparosotthon földszinti termeiben kialakított bábszínházi komplexumban találhatók.

## Története[1]
A bábtagozat elődintézménye egy amatőr, alapítványi bábtársulat volt, amelyet a Marco Alapítvány akkori elnöke, a bábszínház ötletadója, Rebel Erzsébet hozott létre, majd lánya, Nagy Regina tartotta életben, aki színházi alkotóként felismerte, hogy Erdély egyik legnagyobb szaktekintélye, Kovács Ildikó tudja profivá fejleszteni a bábosokat. 
2003-ban a Brighella csapatának egy része professzionális közegbe került, a város vezetősége is felkarolta és támogatta ezt a kulturális kezdeményezést, négy bábszínészi állást ítélve meg az Északi Színház keretén belül. Innen már az ideszegődött csapaton múlott, hogy tud-e élni a kapott lehetőséggel.
2016-ban a bábosok önálló szervezeti egységgé, tagozattá szerveződtek a Harag György Társulat keretén belül, tagozatvezetőjük pedig Bandura Emese lett.
2017-ben új, állandó székhelyet kaptak, a szatmárnémeti Iparosotthon felújított szecessziós épületében.
Mára a Harag György Társulat Brighella Bábtagozata az erdélyi és a magyarországi bábszínházi világ ismert és elismert tagja lett, fennállásának közel ötven bemutatott produkciója során a magyar nyelvű bábos szakma nagy nevei működtek közre vendégként a tagozat előadásainak létrehozásában, melynek eredménye megmutatkozik a gyermekközönség szeretete mellett az elmúlt évek szakmai díjaiban is.

## Társulat

### Vezetőség[2]
- Nagy Orbán főigazgató
- Bessenyei Gedő István művészeti igazgató
- Stier Péter adminisztratív igazgató
- Bandura Emese tagozatvezető

### Művészszemélyzet[3]
- Bandura Emese bábszínész, tagozatvezető
- Nagy Regina rendező
- Bandura Tibor bábszínész
- Kófity Annamária bábszínész
- Nagy Anikó bábszínész
- Nagy Tamás bábszínész

### Technikai személyzet[4]
- Liegner Zsolt ügyelő, díszítő
- Fehér Róbert Benjamin hangtechnikus
- Szátvári Csaba fénytechnikus